# Lễ Phục Sinh ngày thứ hai

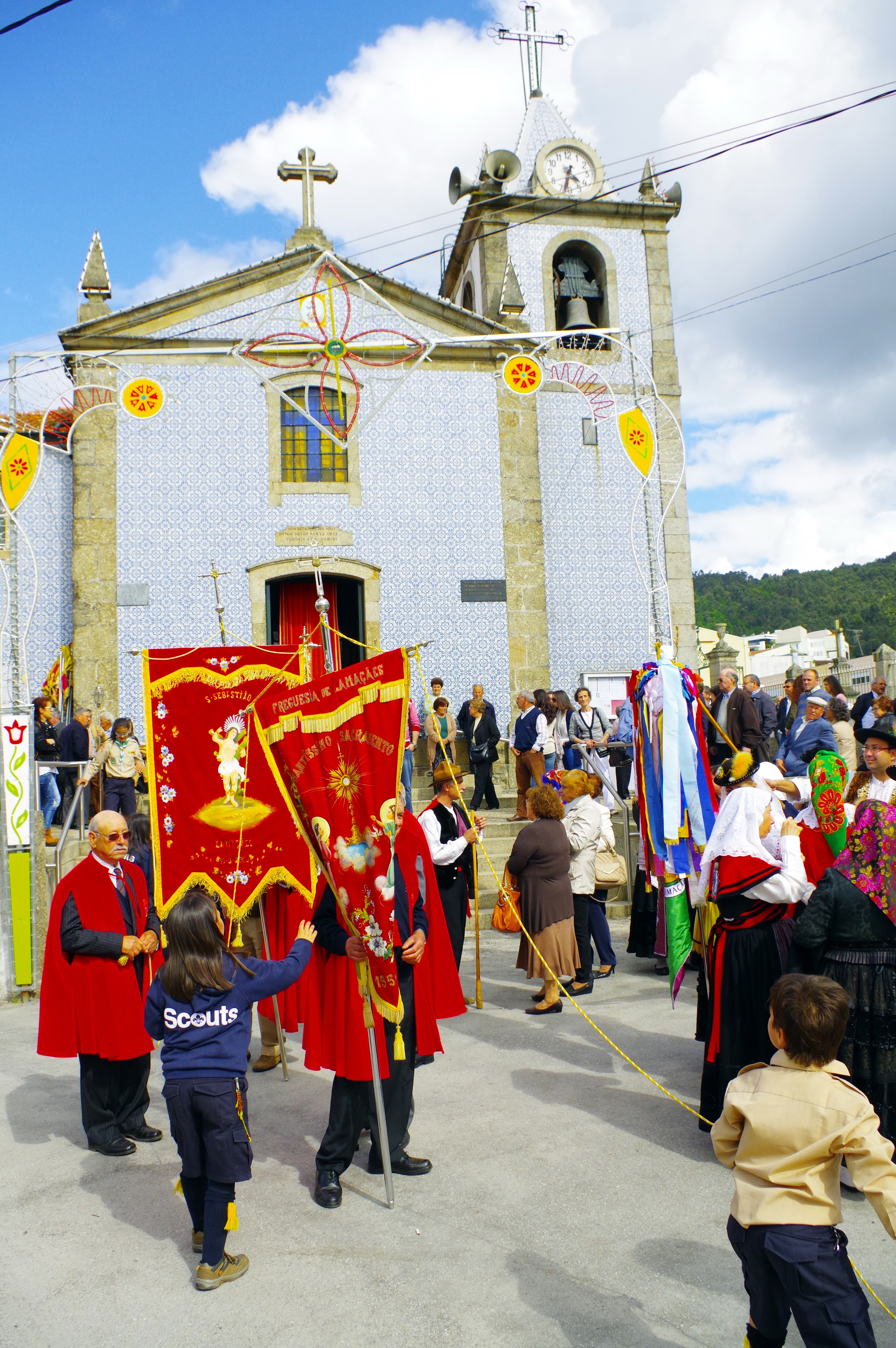
Lễ Phục Sinh ngày thứ hai ở Bồ Đào Nha

Lễ Phục Sinh ngày thứ hai là ngày sau Lễ Phục Sinh ngày Chúa nhật và là một ngày lễ ở một vài quốc gia. Lễ Phục Sinh ngày thứ hai trong Năm phụng vụ của Ki tô giáo Phương Tây là ngày thứ hai của Mùa Phục Sinh và tương tự trong Lễ nghi Đế quốc Byzantine cũng là ngày thứ hai của Tuần Sáng.

## Lễ nghi tôn giáo

### Kitô giáo Phương Đông

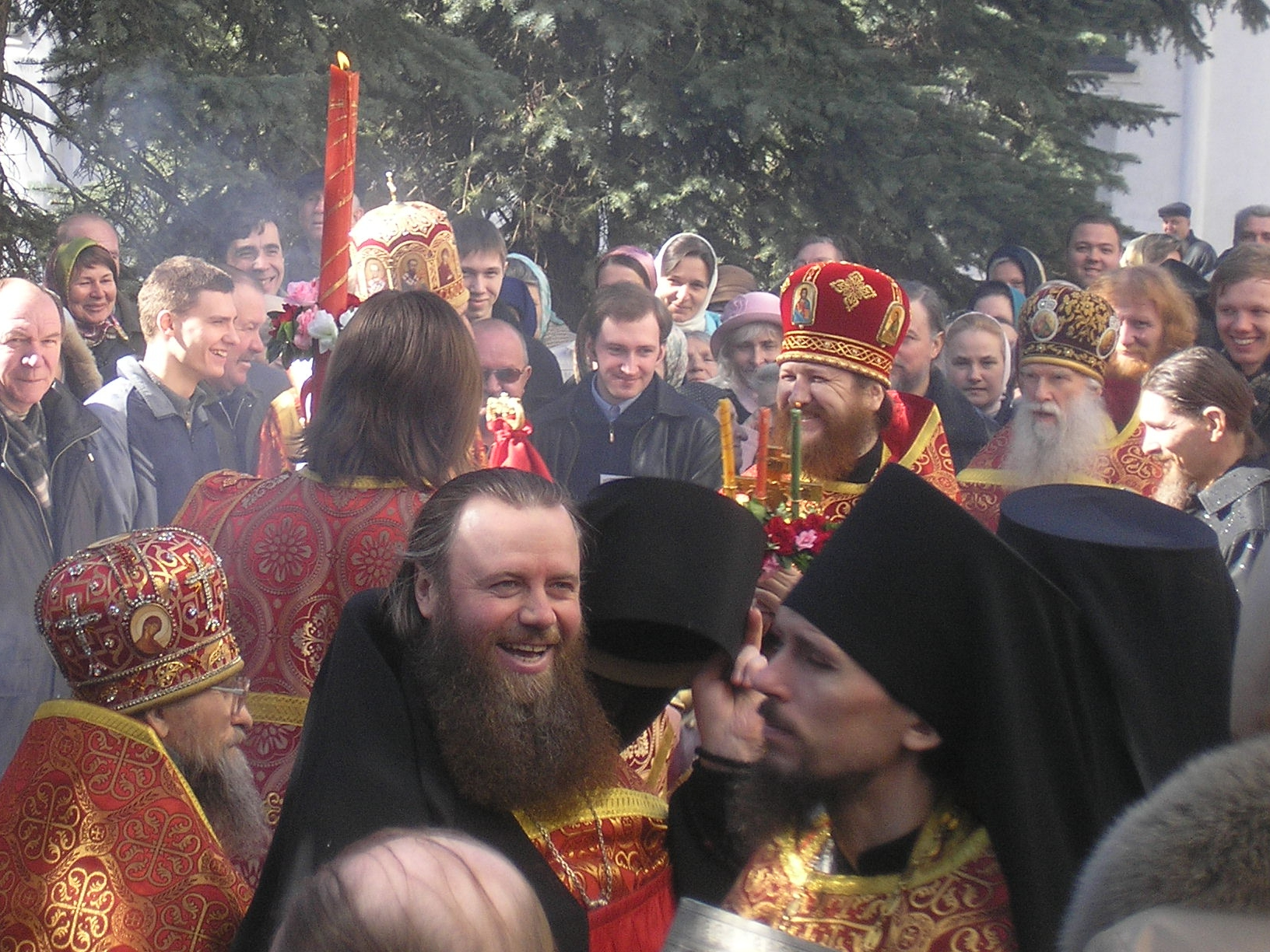
Ban phước lành bằng nước thánh trong lễ rước Tuần Sáng của Chính thống giáo Đông Phương.

Trong Chính thống giáo Đông phương và Nhà thờ Công giáo Lễ nghi Đế quốc Byzantine, ngày này có tên gọi là "Thứ hai Tương sáng" hay "Thứ hai Tái sinh". Cũng giống như các ngày còn lại của Tuần Sáng, các buổi lễ thường khá khác biệt so với thời gian còn lại của năm và giống với các lễ trong Pascha (Lễ Phục Sinh ngày Chúa nhật), bao gồm một lễ rước ngoài trời sau Divine Liturgy (tạm dịch: Phụng vụ Thánh); trong khi điều này được quy định cho toàn bộ các ngày trong tuần, thì thông thường chúng chỉ được tổ chức vào Thứ hai và có thể vào một vài ngày khác trong nhà thờ giáo xứ, đặc biệt là ở các quốc gia không theo Chính thống giáo. Đồng thời, khi ngày dương lịch của Lễ thánh quan thầy của các thánh lớn như Thánh George hay thánh bảo trợ của một nhà thờ hay một ngày mang tên thánh, rơi vào Tuần Thánh hoặc rơi vào Lễ Phục Sinh ngày Chúa nhật thì ngày mang tên thánh được tổ chức vào Lễ Phục Sinh ngày thứ hai.

## Nghi lễ quốc gia

### Úc
Ở Úc, Lễ Phục Sinh ngày thứ hai là một ngày lễ. Mọi người tham gia vào các sự kiện thể thao ngoài trời như Oakbank Easter Racing Carnival ở Nam Úc, và Stawell Gift ở Victoria, cũng như một trận đấu truyền thống của AFL giữa Câu lạc bộ bóng đá Geelong và Câu lạc bộ bóng đá Hawthorn tại MCG. Giải đua Australian Three Peaks Race ở Tasmania thường được tổ chức cho đến năm 2011.

### Áo
Ở Áo và miền nam nước Đức là nghi lễ "Emmausgang" truyền thống, tưởng nhớ đợt hành hương đến Emmaus của các tông đồ nhưng họ không nhận ra rằng Chúa Giêsu cũng đang đi cùng.

### Canada
Lễ Phục Sinh ngày thứ hai là thứ hai ngay sau Lễ Phục Sinh ngày Chúa nhật và là một ngày lễ theo luật định của các nhân viên liên bang. Mặc dù không bắt buộc theo quy định liên bang, một vài người sử dụng lao động cũng cho nhân viên nghỉ vào ngày này. Ngoài ra, ngày lễ này nối tiếp ngày Thứ sáu Tốt lành (thứ sáu trước Lễ Phục Sinh) - là ngày nghỉ bắt buộc cho người lao động và cho họ thêm một ngày cuối tuần dài trong tháng 4. Ở các tỉnh nơi mà Ngày Gia đình, Ngày Islander hay Ngày Louis Riel không được tiến hành lễ thì Tuần Lễ Phục Sinh Cuối tuần là ngày nghỉ lễ đầu tiên của tỉnh sau Tết Dương lịch.

### Trung Âu

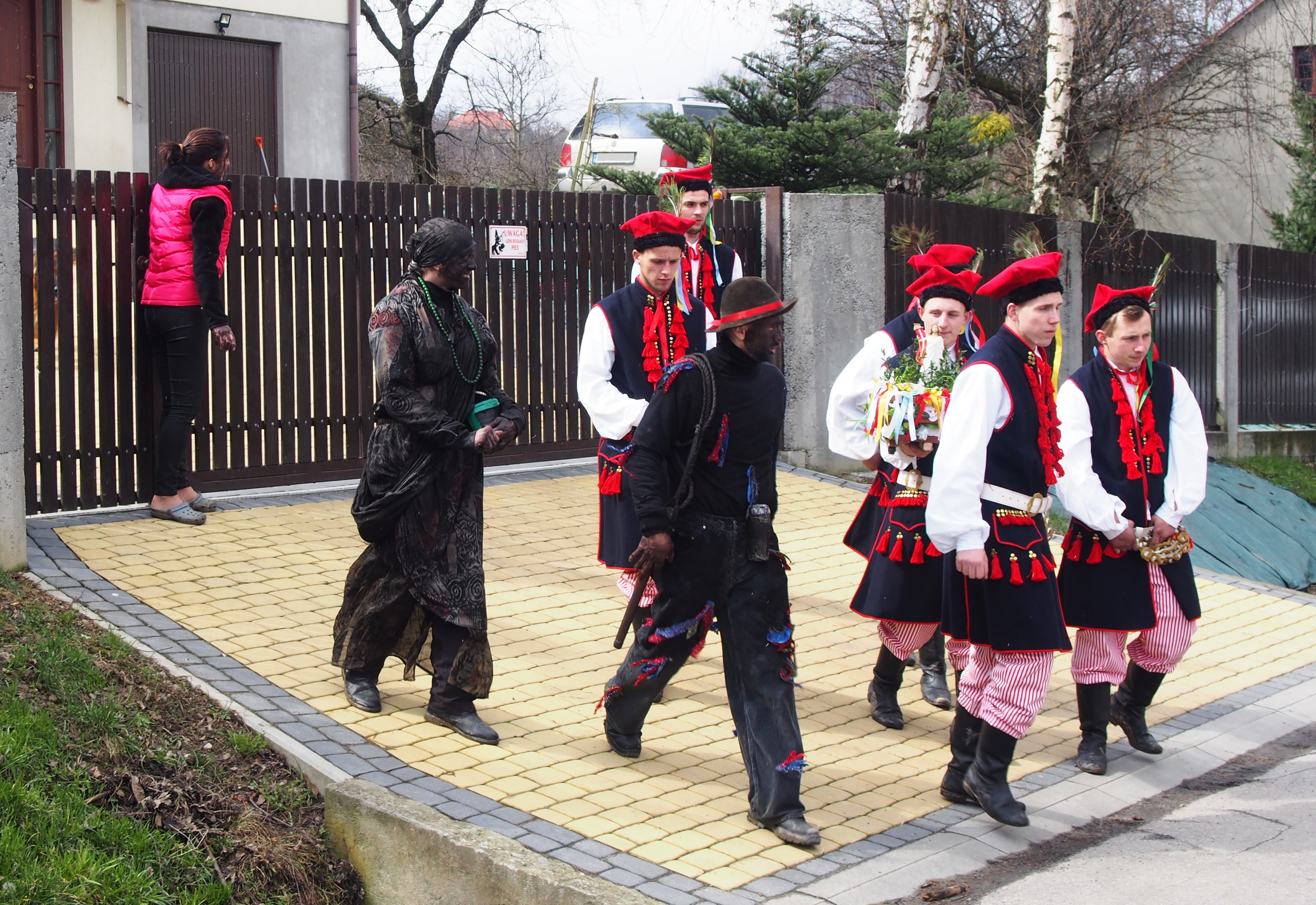
Lễ Phục Sinh ngày thứ hai ở Ba Lan

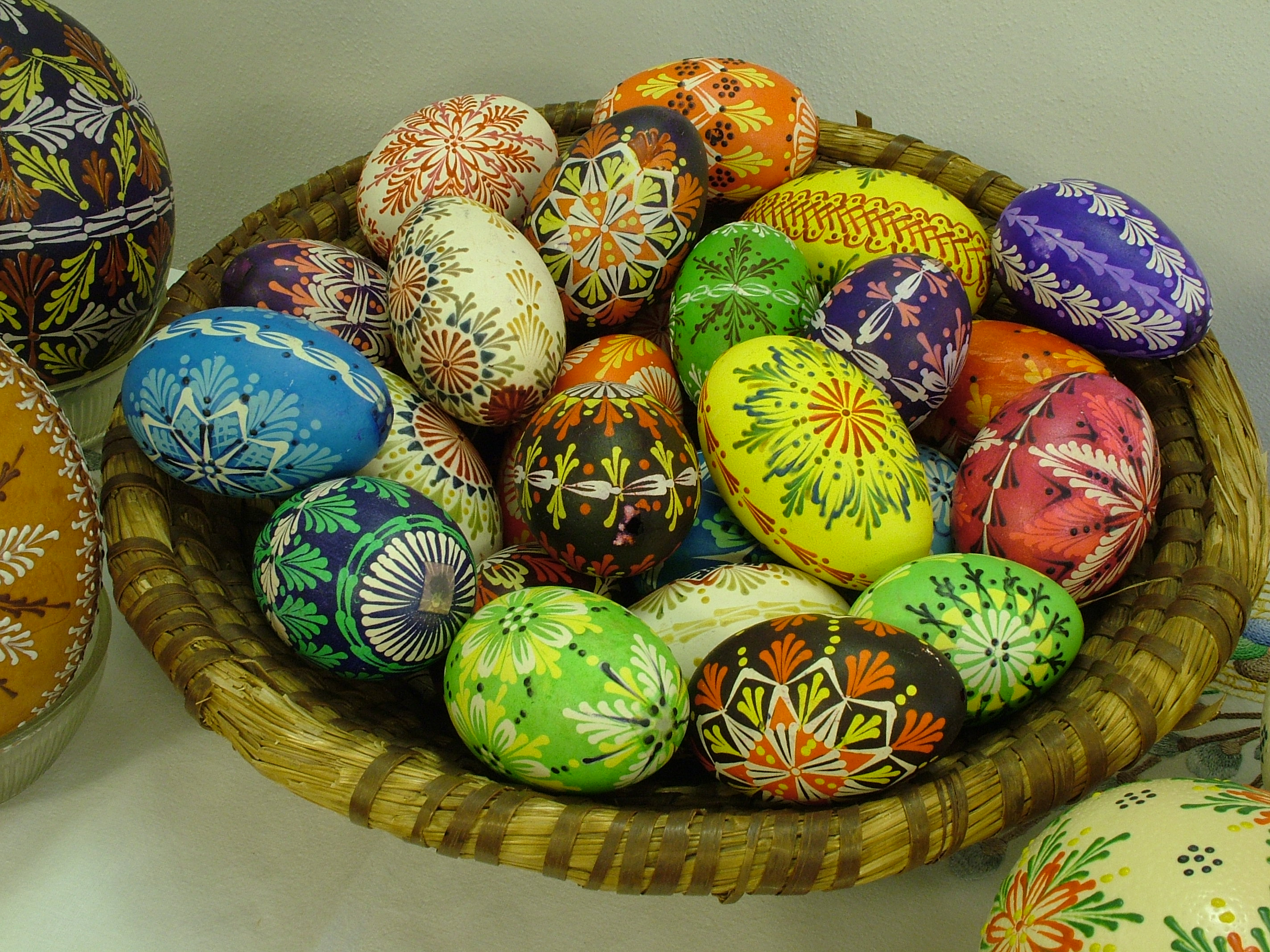
Trứng Phục sinh từ Cộng hòa Séc

Śmigus-dyngus (hay lany poniedziałek, Thứ hai ẩm ướt trong tiếng Ba Lan) là tên gọi cho Lễ Phục Sinh ngày thứ hai ở Ba Lan và cộng đồng người di cư. Ở Cộng hòa Séc, ngày này được gọi là velikonoční pondělí, ở Slovakia là veľkonočný pondelok và ở Hungary là Vízbevető. Những quốc gia theo Công giáo này (và một vài quốc gia khác) thực hiện một phong tục xưa độc đáo vào ngày này. Theo truyền thống, các chàng trai và những người đàn ông đổ một xô nước lạnh hoặc nước hoa lên các cô gái và những người phụ nữ và/ hoặc đánh vào mông hoặc chân của họ bằng cành (Liễu tơ) dài hoặc roi làm từ Chi Liễu, Chi Cáng lò hoặc các cành cây trang trí. Một truyền thuyết nói rằng việc này giữ cho phụ nữ khỏe mạnh, xinh đẹp và tăng khả năng sinh sản trong suốt cả năm tới.
Một phong tục khác có liên quan, duy nhất có ở Ba Lan là việc rắc các bát (garce) tro lên người hoặc ngôi nhà, được tổ chức trước đó vài tuần ở "półpoście". Phong tục này hầu như đã bị lãng quên nhưng vẫn được thực hiện ở khu vực biên giới của Masuria và Masovia.

### Ai Cập
Ở Ai Cập, lễ hội cổ xưa của Sham El Nessim (tiếng Ả Rập: شم النسيم, nghĩa đen là "mùi của gió") được tổ chức trong Lễ phục sinh ngày thứ hai Giáo hội Chính thống giáo Copt (nghĩa là Đông phương), mặc dù các ngày lễ hội có từ thời các Pharaon (khoảng năm 2700 trước Công nguyên). Đây là một ngày lễ quốc gia của Ai Cập. Các hoạt động truyền thống bao gồm vẽ lên các quả trứng, dùng bữa ngoài trời và ăn fesikh (cá đối lên men).

### Đức
Ở Đức, người dân ra đồng vào sáng sớm và tổ chức các cuộc đua Trứng Phục sinh. Với những người theo Giáo hội Công giáo Rôma, Lễ Phục sinh ngày thứ hai cũng là ngày Thánh lễ Bắt buộc ở Đức.

### Ireland
Ở Cộng hòa Ireland, đây là ngày tưởng niệm những người đã mất trong Khởi nghĩa Phục sinh bắt đầu vào Lễ Phục sinh ngày thứ hai năm 1916. Đến năm 1966, một cuộc diễu hành của những cựu chiến binh đi qua các tổng hành dinh của Quân đội Cộng hòa Ireland tại Trụ sở Bưu điện (GPO) trên đường O'Connell và đọc Tuyên ngôn của Cộng hòa Ireland.

### Tây Ban Nha

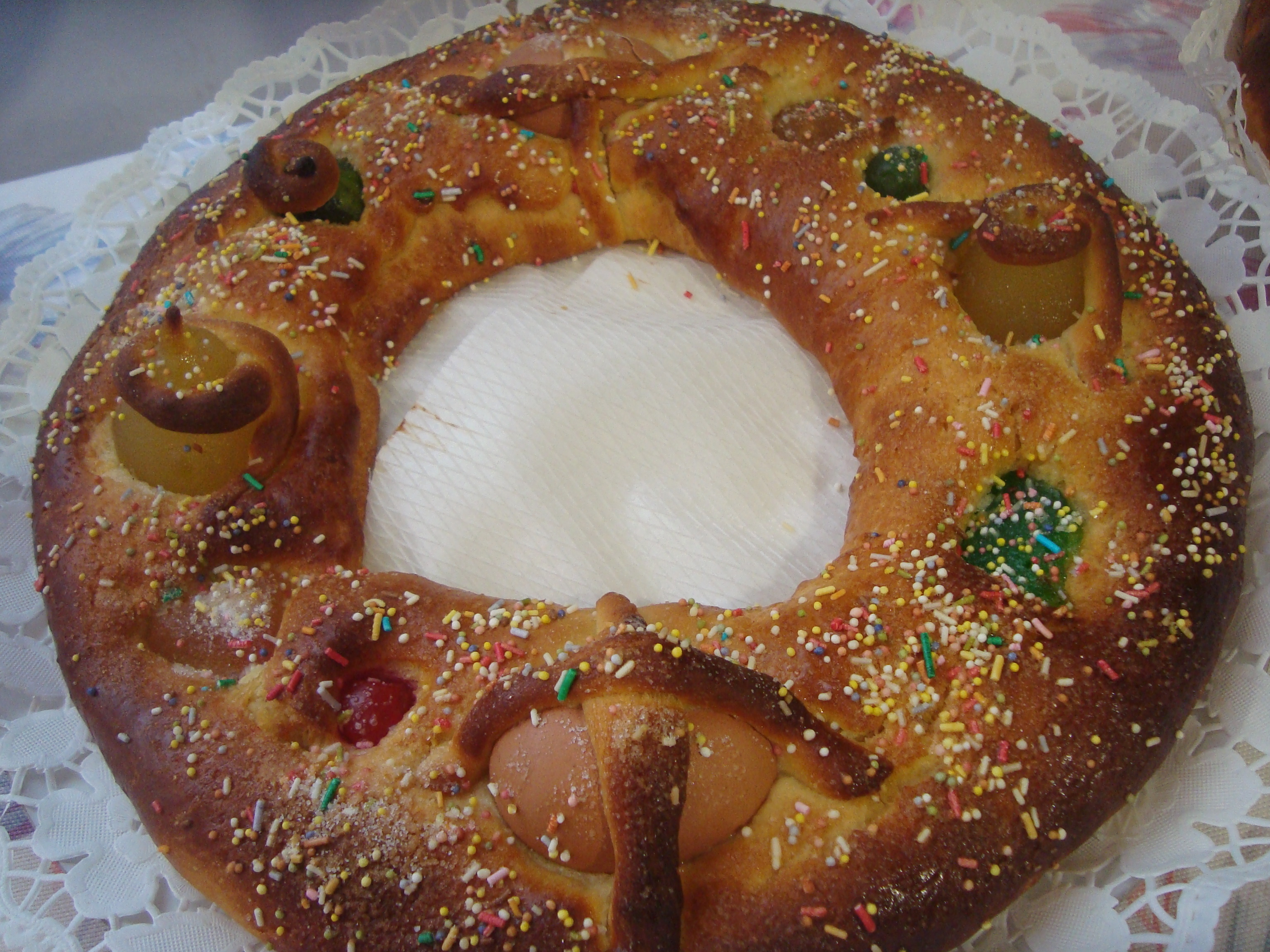
Easter mona truyền thống

Ở Tây Ban Nha, Lễ phục sinh ngày thứ hai là một ngày lễ chính thức của các cộng đồng tự trị Catalunya, Cộng đồng Valencia, Quần đảo Baleares, Navarra, Xứ Basque (cộng đồng tự trị), Cantabria, Castilla-La Mancha và La Rioja. Ở Catalunya, Cộng đồng Valencia và ở Murcia có một loại bánh điển hình gọi là Easter mona. Bánh thường được cha mẹ đỡ đầu tặng cho con đỡ đầu và đó là một truyền thống để các gia đình hoặc nhóm bạn bè tụ họp lại hoặc đi đấu đó, đặc biệt là về vùng quê, cùng ăn mona.

### Hà Lan
Ở Hà Lan, Lễ phục sinh ngày thứ hai (Tweede Paasdag) là một ngày nghỉ chính thức.

### Vương quốc Liên hiệp Anh và Bắc Ireland
Ba trong bốn Quốc gia cấu thành Vương quốc Liên hiệp Anh và Bắc Ireland xem Lễ Phục Sinh ngày thứ hai là ngày nghỉ của ngân hàng: Anh, Wales và Bắc Ireland. Ở Leicestershire của Anh, người dân Hallaton tổ chức một trận bottle-kicking và Hare Pie Scramble (tạm dịch: ném chai và giành bánh Hare).